# Francis Thompson
Pour les articles homonymes, voir Thompson.
Francis Thompson (né le 16 décembre 1859 à Preston (Lancashire), mort à Londres le 13 novembre 1907) est un poète britannique.

## Biographie
Thompson étudie la théologie catholique à Ushaw College (Durham), puis la médecine à Manchester, sans mener ses études jusqu'au bout. Il arrive à Londres en 1885 dans le but de devenir écrivain. Toute sa vie sera marquée par la pauvreté, par une profonde religiosité et par sa dépendance à l'opium. Il écrit la plus grande partie de son œuvre au monastère de Storrington, dans le Sussex. Son poème le plus connu est The Hound of Heaven (Le Lévrier du Ciel). Il a été soutenu par le journaliste et éditeur catholique Wilfrid Meynell.
Il meurt de la tuberculose en 1907, à 48 ans.
Il a influencé notamment Jules Supervielle.

## Œuvres publiées
- The Life and Labours of Saint John Baptist de la Salle, 1891
- New Poems (1897), 3e éd. 1907
- Health and Holiness, préface G. Tyrell, 1905
- Ode to English Martyrs, 1906 ; Selected Poems, éd. W. Meynell, 1908
- Shelley, préface G. Wyndham, 1909
- Saint Ignatius Loyola, éd. J. Pollen, 1909, préface W. Meynell, 1951
- A Renegade and Other Essays, 1910
- The Works of Francis Thompson, éd. Wilfrid Meynell, 3 vol., 1913
- Collected Poetry, 1913
- Essays of Today and Yesterday, préface W. Meynell, 1927
- Selected Poems and Prose, 1929
- Poems, éd. T. L. Connolly, 1932, remanié en 1941
- Poems, éd. W. Meynell, 1937
- Poems. Collected Edition with a Bibliography of First Printings, 1946
- Literary Criticisms, éd. T. L. Connolly, 1948, rééd. 1976
- The Letters of Francis Thompson, éd. John Walsh, 1969.

### Traductions en français
- Francis Thompson, Le Lévrier du ciel, Casterman, trad. Mme Maurice Denis-Graterolle, introduction de Hubert Colleye.
- Francis Thompson, Poèmes, Ambroise Vollard, trad. Mme Maurice Denis-Graterolle, lithographies de Maurice Denis